# مطار أركسان يبرشي
مطار أركسان يبرشي (بالصينية: 阿尔山伊尔施机场) (إياتا: YIE، إيكاو: ZBES) مطار عام يقع بمدينة Yi'ershi في الصين. يبلغ طول المدرج 2400 م.  بدأ البناء في سبتمبر 2008 باستثمارات إجمالية قدرها 303 مليون يوان، وافتتح المطار في 28 أغسطس 2011.

## شركات الطيران والوجهات
| شركـات طيـران          | الوجهات                                               |
| ---------------------- | ----------------------------------------------------- |
| طيران الصين اكسبرس     | مطار هاربين الدولي، مطار أولانهوت                     |
| خطوط جنوب الصين الجوية | مطار قوانغتشو باييون الدولي، مطار ووهان تيانهي الدولي |
| China United Airlines  | مطار بكين داشينغ الدولي، مطار مانزهولوي شيجياو        |

## وصلات خارجية
- http://www.flightstats.com/go/Airport/airportDetails.do?airportCode=YIE